# Isaac Pitman

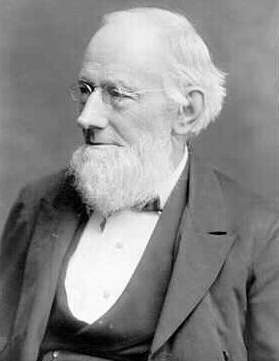
Isaac Pitman

Isaac Pitman (n. 4 de enero de 1813 - f. 12 de enero de 1897), nombrado caballero en 1894, fue un profesor británico. Él es el inventor del sistema de taquigrafía quizás más usado, conocido como taquigrafía Pitman. Este sistema fue propuesto por él en 1837. Pitman fue un maestro calificado y enseñó en una escuela privada que fundó en Wotton-under-Edge. Fue además vicepresidente de la Sociedad Vegetariana.

## Biografía
Nació en Trowbridge, Wiltshire en England. De acuerdo al censo de 1851, vivía en Bath a la edad de 38 años, junto a su esposa Mary, de 47, nacida en Newark-on-Trent, Nottinghamshire. Se casó con Isabella Masters en 1861, y aparece nuevamente en 1871, con 58 años de edad, con su nueva esposa Isabella, de 46. 
Isaac Pitman fue un fervoroso Swedenborgianista. No solo leyó The Writings de Emanuel Swedenborg diariamente, además usó mucho tiempo y energía para educar a todos a su alrededor. Publicó y distribuyó libros y tratados sobre Swedenborg.
En 1837 Isaac Pitman publicó su sistema fonético de escritura rápida, en un panfleto titulado Stenographic Sound-Hand. Como ejemplos en su panfleto, figuraban: Salmo 100, el Padrenuestro, y la obra de Swedenborg Rules of Life.
Pitman fue muy activo en la congregación religiosa local en Bath. Fue uno de sus miembros fundadores, cuando esta congregación se formó en 1841. Fue presidente de esta sociedad de 1887 a su muerte en 1897. Por sus contribuciones a esta iglesia fue honrado por la congregación con un vitral que representa a un querubín en el templo de la sabiduría, escena descripta por Swedenborg en True Christian Religion n.º 508.
Alrededor de 1837 Pitman dejó de tomar bebidas alcohólicas, y en 1838 se volvió vegetariano. Ambas prácticas las mantuvo de por vida, y en una famosa carta a The Times, atribuye su larga vida y excelente salud a trabajar muchas horas. 
Pitman fundó Pitman Training, una compañía que se estableció en diferentes colegios para enseñar habilidades comerciales.  Los primeros cursos fueron solo para hombres. Hay cerca de 100 centros en todo el Reino Unido, Irlanda y resto del mundo y ofrecen unos 125 cursos. 
Isaac Pitman es el abuelo de Sir James Pitman, quien desarrolló el Alfabeto Inicial para Maestros.